# Castigo de Dios
Castigo de Dios és una pel·lícula muda espanyola en blanc i negre de drama rural del 1925. escrita, protagonitzada i dirigida per Hipólito Negre Olaria. Es va estrenar al gener de 1926 al Gran Teatre de València.

## Argument
Antón és el fill de Rómul, un cacic enriquit de manera criminal, que intenta coaccionar amb males arts Maria, la filla de l’alcalde perquè es casi amb ell. Però ella està enamorada de Pablo, el criat del cacic i s'oposa a les seves pretensions. Després de la intervenció del capellà del poble finalment Pablo i Maria es poden casar. Però durant la cerimònia Rómul irromp a l'església i accidentalment mata Antón, i d'aquesta manera rep el càstic de déu.

## Repartiment
- Hipólito Negre ... Ròmul
- Juan Carboneras ... Pablo
- Elvira Cortés ... María
- Juan Sánchez
- José María Gautier.

## Producció
Fou rodada a Llucena, localitat natal d'Hipólito Negre, amb actors semiprofessionals i l'operador Josep Gaspar, i produïda amb pocs mitjans. Es tracta d'una producció artesanal, realitzada al marge de la indústria cinematogràfica d'aleshores i dirigida al públic rural. Segons Juan Piqueras a la seva Revisión del cine levantino publicada a La pantalla en 1929, li atorga el nom de Justicia de Dios, i sembla que es va tornar a estrenar el 1932.

## Restauració
Durant molts anys es va considerar perduda, però la filla de la seva productora Caterina Gaspar, amiga d'Hipólito Negre, en conservava una còpia en mal estat a Faura. El 1988 fou restaurada laboriosament per tècnics de la Filmoteca Valenciana i fou exhibida amb la música composta originalment pel pianista Julián Llinás.